# Louis Benoist de La Grandière
 (mai 2024).
Pour les articles homonymes, voir Benoist et Benoist de La Grandière.
Louis Benoist de La Grandière, écuyer, seigneur de la Grandière, de la Massière et de la Mothe-Guedon, né le 21 juillet 1703 à Tours et mort dans la même ville le 3 juillet 1788, est un juriste français, maire et historiographe de Tours.

## Biographie
D'une ancienne famille de Touraine, Louis Benoist de La Grandière est le fils d'Étienne Benoist de La Grandière (1665-1708), avocat au Parlement de Paris et au Châtelet de Paris, conseiller du roi, bailli et juge de Beaulieu, receveur provincial des décimes et homme de confiance de Mgr d'Hervault, et de sa seconde femme, Catherine Souchay, propriétaire du clos de la Houssaye (Saint-Avertin). Une de ses sœurs épouse François de Mahy du Breuil, un cousin du marquis de Favras. Sa nièce, Louise-Marie de Trézin de Cangey, est mère abbesse de l'abbaye de Moncé de 1775 à 1785.
La Grandière est envoyé par sa mère au collège de Pontlevoy en 1716, pour parfaire ses études, où il étudie jusqu'en 1721. Il entre alors au collège des Jésuites à Tours pour y faire sa rhétorique. En 1722, il entre au séminaire de Puygav, chez les Jésuites de Poitiers où il poursuivra sa rhétorique et suivra des cours de Philosophie, pour lesquels il fait un brillant mémoire en deux volumes. En 1723, il est reçu maître ès arts et revient à Tours où il entre dans l'étude d'un procureur pour prendre connaissance des affaires du Palais. Ayant fait ce stage durant cinq ans, tout en suivant des cours de droit à l'Université de Poitiers, et ayant vingt-cinq ans résolus, il est reçu au grade de bachelier et de licencié en droit à la session de juillet 1728. De là, il alla à Paris où il prête serment d'avocat au Parlement de Paris le 3 septembre 1728 et revient aussitôt à Tours où il se fait recevoir au barreau des avocats. 
Le 12 juillet 1728, il épouse Madeleine Rabasche, fille de Jean Jacques Rabasche, qui fut maire de Tours durant vingt-trois ans. Ils sont les parents de six enfants : 
- Jean Jacques Louis, baptisé le 9 avril 1729 en la paroisse Saint-Hilaire de Tours
- Louis Jean Jacques Joseph Sylvain Marie Augustin Benoist de La Grandière, baptisé le 19 septembre 1730 en la paroisse Saint-Hilaire de Tours, écuyer, seigneur de la Viandière, avocat au parlement, procureur du roi au siège de la maîtrise des eaux et forêts de Tours, conseiller au Conseil supérieur de Blois, receveur de l’Église de Tours, qui épouse en 1752, Marie-Honorée de Henry de Hauchamp, fille du chevalier César de Henry de Hauchamp, seigneur du Harrouar et de la Trotinière, et de Marie Dodin. Après le décès de sa femme, il se fait prêtre-chanoine de l'église métropolitaine de Tours. Il fait construire une chapelle dans son clos de Mareuil (Fondettes). Il meurt le 18 novembre 1805 à Tours.
- Louise Madeleine, baptisée le 26 décembre 1731
- Étienne Benoist de La Grandière, également maire de Tours
- François, baptisé le 13 mai 1735 à Saint-Hilaire
- Jean Etienne, baptisé le 23 juin 1737 à Saint-Hilaire et inhumé le 18 août 1738 à Saint-Saturnin.

Il exerce également les fonctions d'administrateur de l'Hôpital général de La Chaise, de conseiller du roi, de procureur du roi en la maîtrise des eaux et forêt de la généralité de Tours (charge qu'il passera successivement à ses deux fils) et de conseiller du roi et assesseur de la maréchaussée général de Touraine, pour laquelle il avait été reçu par commission du Grand sceau de France, datée du 26 décembre 1750.
Il est encore subdélégué dans plusieurs affaires des intendants Savalette de Magnanville et Lescalopier. 
Échevin de Tours, fonction pour laquelle il est élu une première fois en 1747 et une seconde fois en 1766, Benoist de La Grandière est maire de Tours, élu une première fois le 7 juillet 1768 et une deuxième fois le 4 juillet 1771. Collaborateur actif de l'intendant du Cluzel et de l'ingénieur en chef de Cadet de Limay, il s'emploie à rendre à la ville de Tours sa prospérité perdue en y favorisant le développement du commerce et de l'industrie. Il demande notamment le rétablissement des foires supprimées au début du XVIIe siècle, rétablissement qui sera obtenu finalement par son fils en 1782.
Il est nommé conseiller au Conseil supérieur de Blois, le 3 janvier 1772.
Outre ses nombreuses charges et fonctions, il rédige, à la demande du corps municipal de la ville (1776), un important mémoire sur l'histoire de la mairie de Tours, publié en deux tomes, qu'il rédige au cours des années 1780 et 1781.
Dérogeant à l'usage et aux traditions relatifs aux anciens maires, le corps de ville assiste en corps à ses obsèques : il est inhumé le 3 juillet 1788 à Saint-Hilaire. 

## Publication
- Abrégé chronologique et historique de la mairie de Tours, Tome I, publié par Gaston et Georges Collon, Société archéologique de Touraine, Tours , t. 47,1908;
- Abrégé chronologique et historique de la mairie de Tours, Tome II, publié par Gaston et Georges Collon, Société archéologique de Touraine, Tours, t. 52, 1925;

## Sources
- Claude Petitfrère, Les maires de Tours aux XVIIe – XVIIIe siècles : patriciens ou hommes nouveaux ?, dans « Construction, reproduction et représentation des patriciats urbains de l'Antiquité au XXe siècle », 1999
- Claude Petitfrère, Construction, reproduction et représentation des patriciats urbains de l’Antiquité au XXe siècle, Presses universitaires François-Rabelais, 2013
- Béatrice Baumier, Tours entre Lumières et Révolution: Pouvoir municipal et métamorphoses d'une ville (1764-1792), Presses universitaires de Rennes, 2015
- Attilio Bartoli Langeli, Gérald Chaix, La mémoire de la cité: modèles antiques et réalisations renaissante, Edizioni Scientifiche Italiane, 1997
- Olivier Ducamp, Les Benoist de La Grandière et leur descendance, éditions Christian, Paris 1998.
- Mémoires de la Société archéologique de Touraine, Société archéologique de Touraine.
- Hugo Plumel, « Deux familles de maires à Tours au XVIIIe siècle [Preuilly et Benoît de La Grandière] », mémoire de maîtrise en histoire, Tours, université de Tours, 1995.
- Sagey, Tableau généalogique imprimé de la famille Benoist de La Grandière, Bulletin trimestriel de la Société archéologique de Touraine
- Arthur Trouëssart, Tableau généalogique de la famille de La Grandière, 1879
- Henry Lambron de Lignim, Documents généalogiques sur les familles de Touraine, t. 1